# 12527 Anneraugh
12527 Anneraugh è un asteroide della fascia principale. Scoperto nel 1998, presenta un'orbita caratterizzata da un semiasse maggiore pari a 2,3598752 UA e da un'eccentricità di 0,1345922, inclinata di 7,17004° rispetto all'eclittica.